# Jumeau maléfique (réseaux sans fil)
Jumeau maléfique (ou 'Evil Twin' en anglais) est une attaque informatique exploitant certaines failles des réseaux sans fils. Le principe est simple, le pirate crée un réseau sans fil ayant le même ssid que le réseau ciblé, il force ensuite le ou les clients ciblés du réseau à se connecter à son double. Enfin, il manipule le trafic réseau pour en extraire des données sensibles. Il est difficile pour une victime non instruite de se rendre compte de l'usurpation. 

## Principe
Le pirate crée un réseau sans fils ayant le même ssid (nom de réseau) que le réseau ciblé. Il perturbe ou désactive le point d'accès légitime via plusieurs vecteurs. Attaque par déni de service (DoS), désauthentification de clients, brouillage de signal, etc. Le but est de forcer le client à se connecter au point d'accès malveillant (jumeau). Effectivement, les ordinateurs et périphériques hors ligne vont être forcés à se reconnecter automatiquement au jumeau maléfique, permettant au pirate d’intercepter tout le trafic via ce dispositif. L'attaquant doit se situer dans une région géographique proche et la plus ouverte possible afin de maximiser la force de son signal. Cela permet au jumeau de prendre le dessus sur la communication. 
Le pirate peut donc manipuler le trafic réseau de la victime car il agit en tant qu'intermédiaire entre elle et internet. Dès que la victime demande une page Web, le pirate lui renvoie ce qu'il souhaite. Cette technique pourrait être utilisée par les pirates et les cybercriminels pour générer du phishing et des attaques man-in-the-middle contre les utilisateurs connectés d’un réseau WiFi. Ce genre d’attaques font usage de fausses pages de connexion truquées pour capturer les informations d’identification WiFi des utilisateurs, numéros de carte de crédit et, dans certains cas, prendre le contrôle à distance de son ordinateur .